# ولینگتون برتنت
ولینگتون برتنت (انگلیسی: Wellington Burtnett; ۲۶ اوت ۱۹۳۰ – ۲۱ اوت ۲۰۱۳) ورزشکار هاکی روی یخ اهل ایالات متحده آمریکا بود.
وی در مسابقات کشوری و بین‌المللی در مجموع برندهٔ ۱ مدال نقره شده‌است.